# Pumpkin Ale
Pumpkin Ale ist eine beliebte Biersorte in Nordamerika; insbesondere an Halloween und zu Erntedankfesten. Wichtigste Zutat neben Wasser sowie Gersten- und anderen Malzen sind die Pumpkin genannten Kürbissorten.

## Geschichte
Bier mit Pumpkins zu brauen geht zurück auf das Jahr 1771.
Das erste kommerzielle Pumpkin Ale kam von der Buffalo Bill’s Brewery in Hayward, California, in den 1980er Jahren. Die Rezeptur dafür basiert auf den Braustudien von George Washington. In Deutschland wird das alkoholhaltige Getränk etwa beim Nürnberger Experimentalbierlabel Eppelein and Friends oder bei der Pax Bräu in Oberelsbach in der Rhön gebraut.